# Viola cunninghamii
Viola cunninghamii (лат.) — вид двудольных растений рода Фиалка (Viola) семейства Фиалковые (Violaceae).

## Ботаническое описание
Многолетнее травянистое растение с тонким ветвистым корневищем. Образует скопление листьев в виде розетки. Листовые пластинки обычно треугольно-яйцевидные или суборбикулярные, диаметром от 10 до 20 мм. Края листьев слегка нечёткие, с зубчатыми краями, их стебли длиннее самих листьев.
Цветки одиночные на удлинённых цветоножках, которые превышают длину листьев. Нежные цветки демонстрируют оттенки белого или бледно-фиолетового, их длина составляет от 6 до 10 мм. Примечательно, что задний лепесток цветка имеет короткий тупой шпорец. Период цветения в южном полушарии обычно приходится на ноябрь-февраль. Плод имеет форму капсулы, которая при созревании распадается на три клапана. Число хромосом 2n = 48.
При отличии Viola cunninghamii от других видов Viola в Тасмании можно выделить некоторые определяющие характеристики этого вида. Наличие корневищ отличает его как ризоматозный вид. Передний лепесток со шпорой, а не просто мешочек, также отличает этот вид от других. Кроме того, листья Viola cunninghamii округлые, что контрастирует с ланцетными или продолговатыми листьями других похожих видов.

## Распространение и среда обитания
Широко распространена в Океании, где её можно встретить в Новой Зеландии, Тасмании и на Чатемских островах. Вид обитает в высокогорных местах, таких как альпийские травяные поля, луга и пустоши.